# Rybnaja (Norilka)
Die Rybnaja (russisch Рыбная) ist der etwa 138 km lange  linke Quellfluss der Norilka in der russischen Region Krasnojarsk in Nordsibirien.

## Geographie

### Verlauf
Die Rybnaja verläuft im Schnitt rund 285 km nördlich des nördlichen Polarkreises zwischen dem östlichen Putoranagebirge (max. 1701 m), dem felsigen Nordwestteil des Mittelsibirischen Berglands, und dem westlichen Lontokoiski-Kamen-Gebirge (max. 760 m), dem äußeren Nordwestteil dieses Berglands. Sie entfließt dem auf 85 m Höhe gelegenen Ketasee. Fortan verläuft sie zwischen beiden Gebirgen windungsreich durch unbesiedeltes Gebiet in Richtung Nordwesten.
Schließlich vereinigt sich die Rybnaja weit oberhalb des an der Norilka gelegenen Waljok auf etwa 29 m Höhe, also nach rund 56 m Höhenunterschied, mit der von Osten vom Melkojesee kommenden Talaja zur Norilka.

### Zuflüsse, Seen und Einzugsgebiet
Zu den Zuflüssen der Rybnaja, deren Einzugsgebiet 6.600 km² groß ist, gehören Omne und Gremjaka. Im Einzugsgebiet liegen der Ketasee und zahlreiche Kleinseen.

## Hydrologie, Klima und Flora
Das hydrologische Regime der Rybnaja wird aufgrund ihrer nördlichen Lage und damit verbundener Nähe zur Arktis von harten Wintern und kurzen Sommern bestimmt. Das ganze Jahr über gibt es viel Niederschlag, und das Vorhandensein zahlreicher Still- und Fließgewässer in ihrem recht großen Einzugsgebiet spielen eine regulierende Rolle im Wasserhaushalt.  Von Ende September bis Mitte Juni ist der Fluss von Eis bedeckt. Wenn im Sommer Eis und Schnee schmelzen, entstehen zwischen Juni und August oftmals Hochwasser.
Die Rybnaja verläuft in der Klimazone des Permafrostbodens, an ihren Ufern gedeihen boreale Nadelwälder (Taiga) und auf den Bergen der umliegenden Gebirge herrscht die Tundra mit Moosen und Flechten. Der Fluss ist Lebensraum vieler arktischer Arten – zum Beispiel Barschfische, Hechte und Lachsfische.

## Umweltverschmutzung
Die in der Region Norilsk gelegenen Fabrikanlagen des Industrie-Konzerns MMC Norilsk Nickel, dem Weltmarktführer der Produktion von Nickel und Palladium, führen – zum Beispiel an der Rybnaja – zu starken Umweltverschmutzungen.